# Afghanistan Connection
Afghanistan Connection (Originaltitel: I giorni dell’inferno) ist ein 1985 von Tonino Ricci inszenierter Kriegsfilm, der in Deutschland am 22. Dezember 1986 auf Video erstveröffentlicht wurde.

## Handlung
Afghanistan, zu Beginn der 1980er Jahre. Vier Söldner erhalten von General Smith den Auftrag zur Suche nach Professor Sanders und dessen Tochter Samantha, die von russischen Soldaten gefangengehalten werden. Es stellt sich bald heraus, dass der Wissenschaftler auf der Spur chemischer Kampfmittelproduktion gekommen war und nun daran gehindert werden soll, der Welt diese Wahrheit zu berichten. Captain Williamson und seine Leute räumen alles und jeden aus dem Weg, der ihrem Plan, die Gefangenen zu befreien, im Wege steht. Als sie ihr Ziel erreichen, befinden sich die beiden Entführten in den Händen afghanischer Rebellen, woraus sie nun von den Söldnern befreit werden. Der Professor stirbt während der Aktionen. Mit dem Hubschrauber kann Samantha und der Söldner Amin aus dem gefährlichen Gebiet ausgeflogen werden.

## Kritik
„Einschlägiges Söldner-Abenteuer.“

Christian Keßler meint sarkastisch: „Das kracht und zischt, und man kann schon mal rausgehen, um lecker Brötchen zu schmieren.“